# Howard Staunton
Howard Staunton (Westmorland, aprile 1810 – Londra, 22 giugno 1874) è stato uno scacchista inglese.
Fu uno dei più importanti giocatori di scacchi dell'epoca, giornalista e studioso di Shakespeare. Da lui prendono nome i pezzi Staunton, pezzi degli scacchi tra i più usati nelle competizioni.

## Biografia
Howard Staunton cominciò a giocare a scacchi verso i 26 anni a Londra e tra i suoi avversari ci fu anche William Evans, l'inventore del famoso Gambetto Evans. Fu giornalista specializzato sul tema per vari giornali inglesi; giocando contro vari avversari europei affinò la sua tecnica, finché nel 1843 arrivò a battere a Parigi il più forte dei giocatori francesi, Pierre St. Amant: grazie a questa vittoria Staunton fu definito il più forte giocatore di scacchi al mondo.
Nel 1849 una confezione di pezzi di scacchi, disegnata da Nathaniel Cook, venne registrata e prodotta da John Jaques. Staunton, dalle colonne del suo giornale Illustrated London News, diede la sua approvazione allo stile di questi pezzi, che divennero presto popolari, usati dai giocatori di ogni livello tecnico e che oggi, nonostante siano stati ideati da Cook, vengono chiamati Pezzi Staunton.

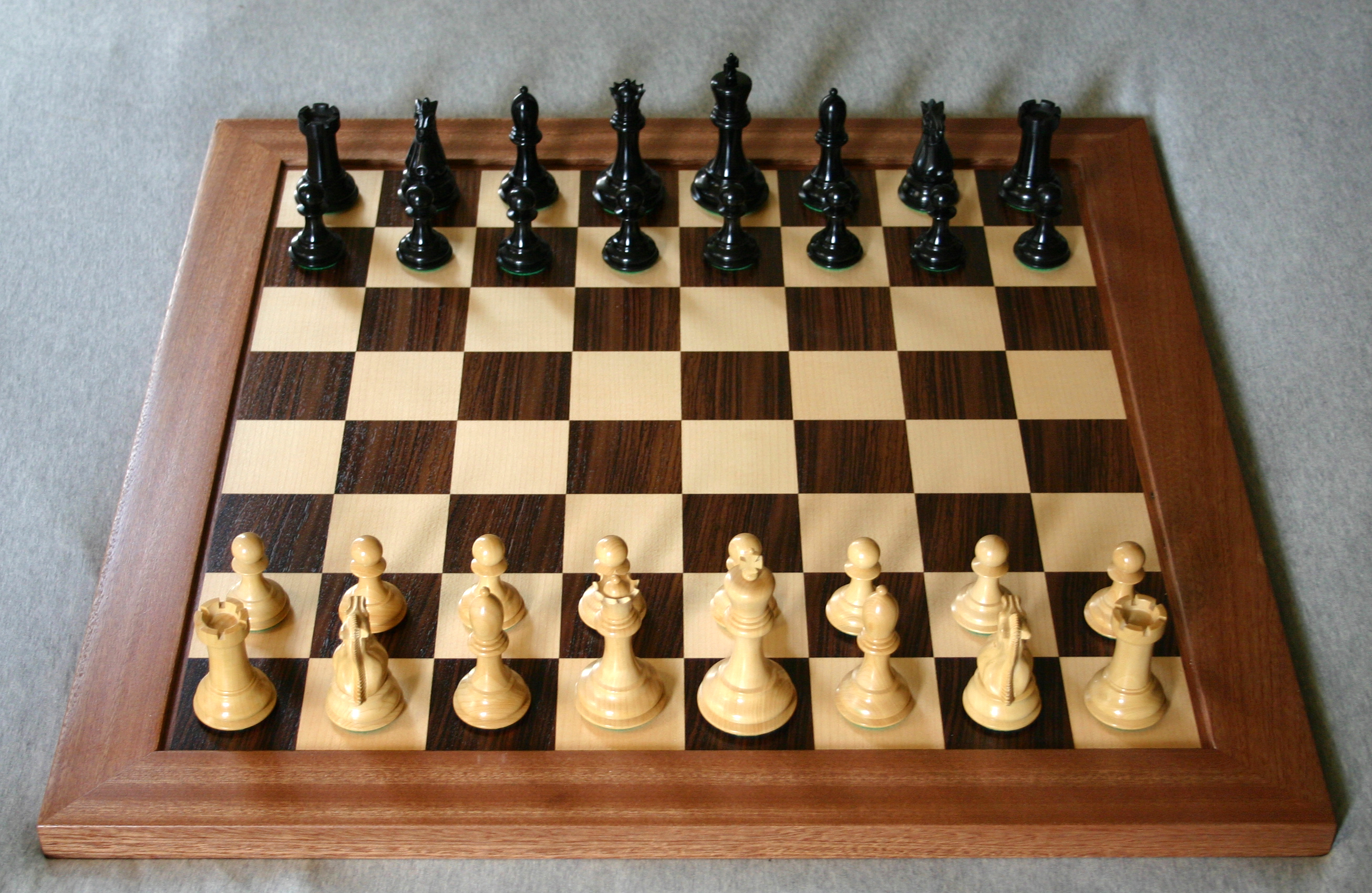
Una scacchiera con i pezzi Staunton

Nel 1851, in occasione dell'Esposizione Universale di Londra, organizzò quello che nelle sue intenzioni doveva essere il Campionato del mondo di scacchi e che egli sperava di vincere. Fu però sconfitto dal tedesco Adolf Anderssen, che si aggiudicò il torneo (Staunton si classificò quarto dietro a Wyvill e Williams). Negli anni seguenti si scontrò con i migliori giocatori, ma i risultati non furono conformi alle aspettative.
Nel 1858 fu sfidato pubblicamente dal campione americano Paul Morphy, ma egli evitò accuratamente lo scontro, adducendo come pretesto il suo impegno negli studi Shakespeariani. Nel 1860 il suo lavoro sul grande bardo fu concluso e pubblicato ma non trovò, presso i critici letterari, l'accoglienza che il suo autore sperava.
È sepolto nel Kensal Green Cemetery di Londra; nel 1997 fu posta sopra la sua tomba una statua riproducente un cavallo degli scacchi.